# Stenonemobius acrobatus
Stenonemobius acrobatus är en insektsart som först beskrevs av Henri Saussure 1877.  Stenonemobius acrobatus ingår i släktet Stenonemobius och familjen syrsor. Inga underarter finns listade i Catalogue of Life.